# Purari jezik
Purari jezik (ISO 639-3: iar; evorra, iai, koriki, maipua, namau), transnovogvinejski jezik elemanske skupine, podskupine purari, kojim govori 7 000 ljudi (1991 UBS) u provinciji Gulf na Papui Novoj Gvineji, rijeka Purari.
Jedini je prerdstavnik podskupine purari. Dijalekt: iai (namau); pismo: latinica.

## Vanjske poveznice
- Ethnologue (14th)
- Ethnologue (15th)